# Kurjak
Kurjak falu Horvátországban, Lika-Zengg megyében. Közigazgatásilag Udbinához tartozik.

## Fekvése
Korenicától légvonalban 28 km-re, közúton 36 km-re délre, községközpontjától légvonalban 6 km-re, közúton 8 km-re délnyugatra, a Korbavamező délnyugati szélén fekszik.

## Története
A falu határában található Kurjak vára, az ősi korbániai grófi család Kurjakovićok névadója és legrégibb székhelye. A családot 1298-ban, majd 1304-ben említi írott forrás "Curiacus de Corbavia" néven. A Kurjakovićok a Gusić nemzetségből származtak és a 14. század elejétől viselték a korbáviai grófi címet. Birtokaik voltak Likán, Korbaván, Bužanon, Humon és Nebljuhán kívül Knin területére is kiterjedtek. A korszak legjelentősebb horvát nemesi családja voltak. A várat először 1334-ben említik a korbávaiai gróffal és Budislav, Grgur és Pavol nevű fiaival kapcsolatban. 1527 és 1689 között török uralom alatt állt. 1689. július 21-én a horvát erők visszafoglalták Udbina várát, mely után a környező kisebb várak, így Kurjak is harc nélkül került újra horvát kézre. 1692-ben a Kurjak melletti Tužica-völgyben a horvát hadak megverték a Boszniából betörő 3200 fős török sereget is. A vár a határ keletre tolódásával jelentősége később megszűnt és elhagyták, azóta pusztult.
A falunak 1857-ben 1005, 1910-ben 607 lakosa volt. A trianoni békeszerződés előtt Lika-Korbava vármegye Udbinai járásához tartozott. Ezt követően előbb a Szerb-Horvát-Szlovén Királyság, majd Jugoszlávia része lett. 1991-ben lakosságának 98 százaléka szerb nemzetiségű volt, akik a közeli Mutilić parókiájához tartoztak. A falunak 2011-ben 28 lakosa volt.

## Lakosság
| Lakosság változása | Lakosság változása | Lakosság változása | Lakosság változása | Lakosság változása | Lakosság változása | Lakosság változása | Lakosság változása | Lakosság változása | Lakosság változása | Lakosság változása | Lakosság változása | Lakosság változása | Lakosság változása | Lakosság változása | Lakosság változása |
| ------------------ | ------------------ | ------------------ | ------------------ | ------------------ | ------------------ | ------------------ | ------------------ | ------------------ | ------------------ | ------------------ | ------------------ | ------------------ | ------------------ | ------------------ | ------------------ |
| 1857               | 1869               | 1880               | 1890               | 1900               | 1910               | 1921               | 1931               | 1948               | 1953               | 1961               | 1971               | 1981               | 1991               | 2001               | 2011               |
| 1.005              | 612                | 508                | 550                | 639                | 607                | 632                | 529                | 382                | 331                | 310                | 223                | 168                | 134                | 6                  | 28                 |

## Nevezetességei
A Basta nevű településrész feletti 780 méter magas hegyen találhatók Kurjak várának csekély maradványai. A falak a felszín felett már nem láthatók, csak a terep alakzataiból lehet következtetni a vár egykori alaprajzára. Az egykori várfal nyoma a mai temetőtől északi irányban követhető. A várról még 1923-ban készített vázlatrajzot Vjekoslav Heneberg. Eszerint a falakra egy négyszögletes és egy ötszögű torony támaszkodott. Ez utóbbi a rajzon kaputoronyként van ábrázolva. Ezek az alakzatok a terepen a sűrű növényzet miatt nem láthatók.